# Lyssnerskan
Lyssnerskan är en novellsamling av Tove Jansson, första gången publicerad 1971, av författaren dedicerad till brodern Per Olov Jansson.

## Noveller i Lyssnerskan
- Lyssnerskan
- Lossa sand
- Barnbjudning
- Den sovande mannen
- Svart-vitt
- Brev till en idol
- En kärlekshistoria
- Den andre
- Om våren
- Det tysta rummet
- Stormen
- Grå Duchesse
- Förslag till en inledning
- Vargen
- Regnet
- Sprängning
- Lucios vänner
- Ekorren